# Phanoperla limitatrix
Phanoperla limitatrix är en bäcksländeart som beskrevs av Peter Zwick 1986. Phanoperla limitatrix ingår i släktet Phanoperla och familjen jättebäcksländor. Inga underarter finns listade i Catalogue of Life.